# Heiliger Kelch

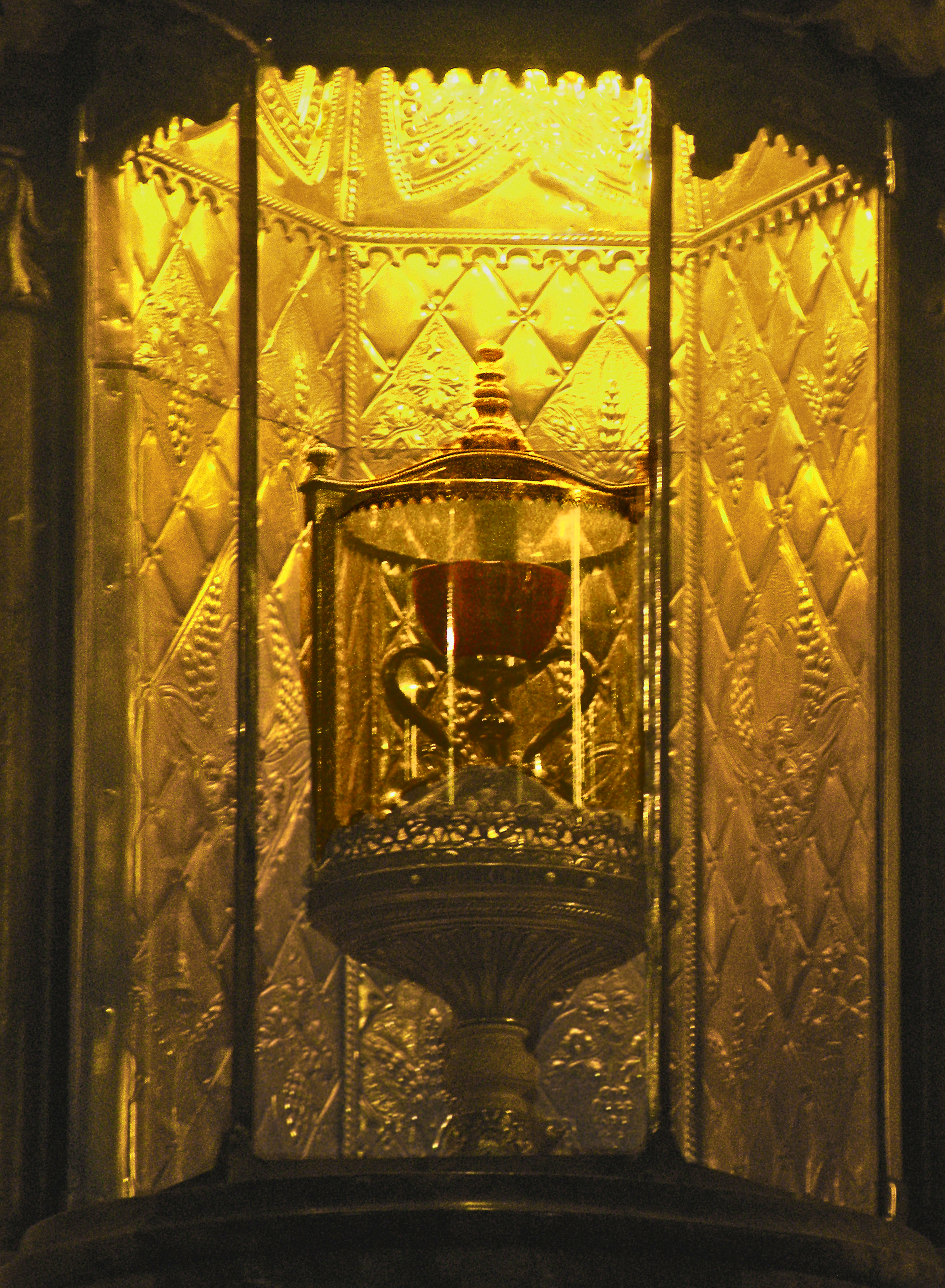
Der Kelch von Valencia

Als Heiliger Kelch (spanisch Santo Cáliz) wird ein in Valencia aufbewahrter Kelch bezeichnet, der laut Überlieferung der Kelch des Letzten Abendmahles Jesu Christi mit seinen Jüngern ist. Der Heilige Kelch wird zur Verehrung durch die Gläubigen in einer eigenen Kapelle in der Kathedrale von Valencia verwahrt, wo er sich seit 1437 befindet. Er wird auch mit der Sage um den Gral in Verbindung gebracht.
Der Kelch wird am Gründonnerstag und am Fest des Heiligen Kelches (25. Oktober) zur heiligen Messe verwendet. In den letzten Jahrzehnten wurde er zusätzlich zweimal bei einer Messe verwendet, und zwar am 8. November 1982 beim Besuch von Papst Johannes Paul II. in Valencia und am 9. Juli 2006 beim Besuch von Papst Benedikt XVI. anlässlich des fünften Welttreffens der Familien in Valencia.

## Überlieferung
Der Apostel Petrus soll diesen Kelch mit nach Rom gebracht haben und dieser soll dort von den Päpsten bis zu Sixtus II. (257/258) verwaltet worden sein. Während der Christenverfolgung unter Kaiser Valerian soll Laurentius von Rom, der Diakon Sixtus’ II., den Kelch in sein Heimatland Spanien nach Huesca gebracht haben.

## Bezeugung in historischen Quellen
Der Kelch befand sich im Kloster San Juan de la Peña in Aragonien, unsicher ist allerdings, seit wann. Ein Dokument von 1135 belegt, dass ein Kelch aus dem Kloster gegen einen königlichen Freibrief getauscht wurde, doch scheint dies eine normale Transaktion gewesen zu sein und der Kelch daher wohl nicht identisch mit dem Santo Cáliz. Die erste sichere Bezeugung der Reliquie datiert daher von 1399: der Kelch wurde vom Kloster an König Martin I. von Aragon übergeben im Tausch für einen goldenen Becher. Am Ende des Jahrhunderts hatte sich eine Tradition über die Provenienz des Kelches gebildet, wonach er von Simon Petrus nach Rom gebracht, im Jahr 256 vom heiligen Papst Sixtus an den heiligen Laurentius übergeben und von diesem in seinen Geburtsort Huesca gebracht worden sei.
Es gibt Hinweise darauf, dass die Könige von Aragon besonders an dem Kelch des Letzten Abendmahls interessiert waren. Jakob II. von Aragon sandte 1322 einen Brief an Sultan an-Nāsir Muhammad ibn Qalāwūn von Ägypten und forderte ihn dazu auf, ihm den Abendmahlskelch Christi zu geben, der sich unter den Schätzen des Sultans in Ägypten befinde. Ein Jahrhundert später identifizierte Alfons V. von Aragon den aus San Juan de la Peña stammenden Kelch möglicherweise mit dem Heiligen Gral, jedenfalls ließ er seine Rüstung von Pisanello in einer Weise darstellen, die an die Gralssage erinnert. Als er 1437 den Kelch an die Kathedrale von Valencia verpfändete, um seine Kriege zu finanzieren, wurde die Reliquie ohne Verweis auf die Gralssage bezeichnet als „Kelch, in dem Jesus Christus das Blut am Gründonnerstag konsekrierte.“ Da das Pfand nicht ausgelöst wurde, verblieb der Heilige Kelch seit 1437 dauerhaft in der Kathedrale von Valencia, bis auf zwei Ausnahmen:
- Während des Unabhängigkeitskriegs 1808 bis 1814 wurde die Reliquie zunächst in Alicante, dann auf Mallorca und Ibiza verwahrt; 1812 kehrte sie nach Valencia zurück, wo sie seit 1916 in einer Kapelle, dem ehemaligen Kapitelsaal, gezeigt wird.
- Während des Spanischen Bürgerkriegs (1936–1939) wurde der Heilige Kelch in der Stadt Carlet (Provinz Valencia) aufbewahrt und kehrte dann wieder in die Kapelle in der Kathedrale von Valencia zurück.

## Beschreibung

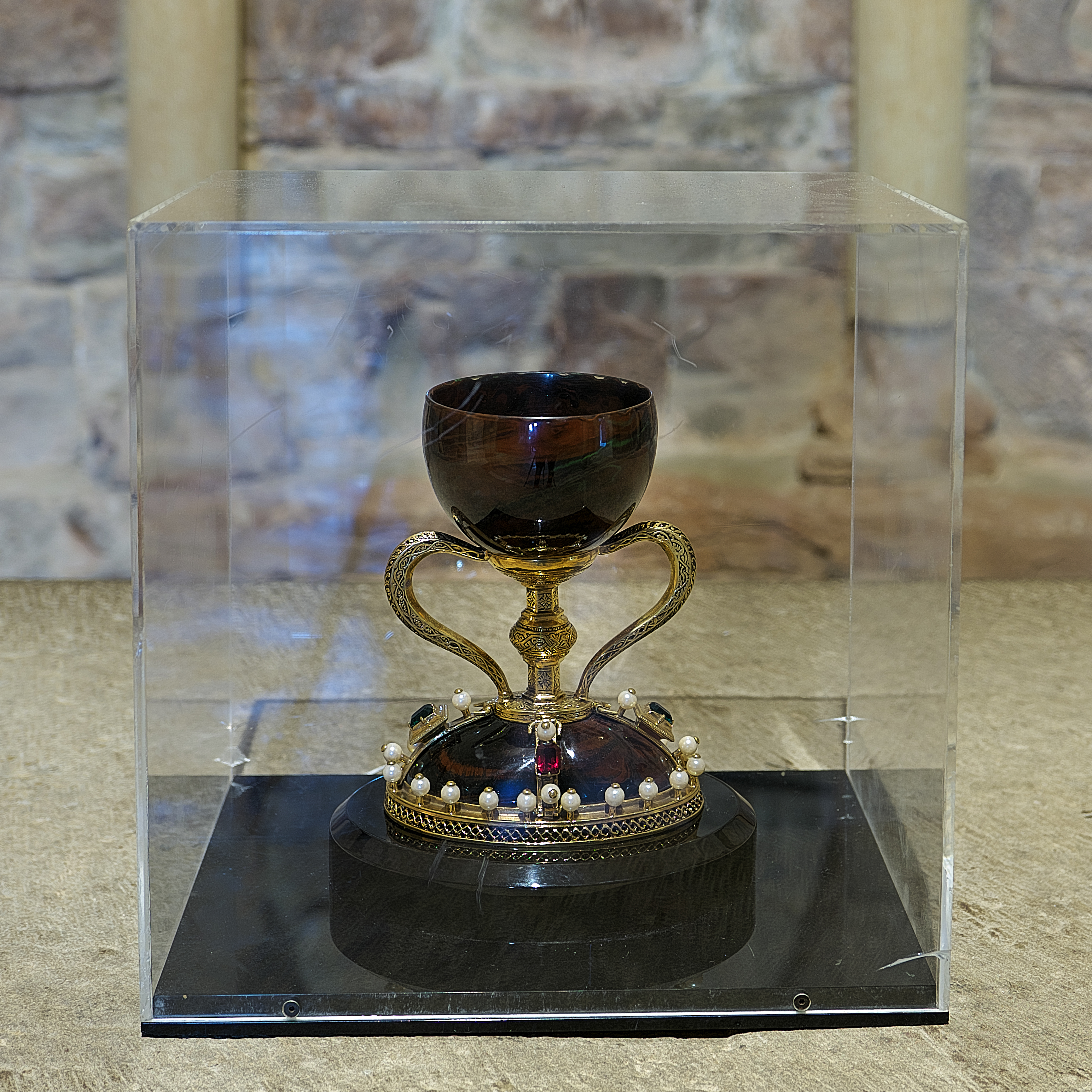
Replik des Heiligen Kelchs im Kloster San Juan de la Peña

Der Heilige Kelch ist insgesamt 17,5 cm hoch. Die Achatschale, welche die Kuppa bildet, hat eine Höhe von 7 cm und einen oberen Durchmesser von 9,5 cm, während ihre Bodenfläche 5 cm misst. Die Schale, die umgedreht den Fuß des Kelchs bildet, hat einen Durchmesser von 14,5 cm unten und 4,5 cm oben; sie ist 4 cm hoch.
Der kostbarste Teil des Kelches ist der obere Teil: Hierbei handelt es sich um eine relativ schlichte Achatschale, ein Artefakt, das nach Meinung des Historikers Richard Barber schwer zu datieren sei, aber wahrscheinlich aus dem Nahen Osten und aus der griechisch-römischen Zeit stamme. Antonio Beltrán Martínez hatte den Kelch 1960 untersucht und die Achatschale als Produkt einer orientalischen Werkstatt bezeichnet, die Entstehungszeit sei zwischen dem 4. Jahrhundert v. Chr. und dem 1. Jahrhundert n. Chr. anzusetzen, am wahrscheinlichsten sei das 2./1. Jahrhundert v. Chr.
Die dunkelrote bis braune Silikatschale besteht aus Karneol, auch Sarder genannt, einer Varietät des Chalcedons. Die Fassung, so Barber, sei mittelalterlich, und der Fuß sei eine umgekehrte Schale aus Chalcedon, möglicherweise eine Arbeit des 12. bis 14. Jahrhunderts. Es gibt eine arabische Beschriftung, deren Interpretation unsicher ist; der Arabist Paul Kunitzsch bestätigte Beltráns Lesart als „الزاهرة“ (az-zāhira, wörtl. „die Erblühende“), was als Inventarvermerk zu einem heute nicht mehr existenten, aber urkundlich bezeugten Palastgebäude gleichen Namens in Córdoba interpretiert wird. Kunitzsch widerspricht ausdrücklich der Lesart von Hans-Wilhelm Schäfer, der darin „al-labsit“ (ein im Arabischen nicht vorkommendes Wort) und damit einen Verweis auf die angebliche Gralsinschrift lapsit exilis sehen wollte. Die Fassung ist eine spanische Goldschmiedearbeit im Stil des 14. Jahrhunderts: ein zweihenkliges Mittelstück aus ziseliertem Gold und kreuzförmig angeordnete Goldbügel, die die mit Perlen, Rubinen und Smaragden besetzte Onyxschale halten.

## El Camino del Santo Grial
Der „Weg des Heiligen Grals“ (spanisch El Camino del Santo Grial) ist eine im Jahr 2016 eingeweihte touristische Route zwischen dem Kloster San Juan de la Peña und der Kathedrale von Valencia. Sie geht von der Hypothese aus, dass der von Chrétien de Troyes und Wolfram von Eschenbach in Parzival und der Artus-Sage beschriebene Gral identisch mit der Reliquie sei, die in der Kathedrale von Valencia als Heiliger Kelch verehrt wird. Diese These wurde bereits 2003 von dem deutschen Journalisten Michael Hesemann aufgestellt. Ana Mafé Garcia ist Vizepräsidentin der Kulturvereinigung „Weg des Heiligen Grals.“